# Sankta Annakyrkan, Jerevan

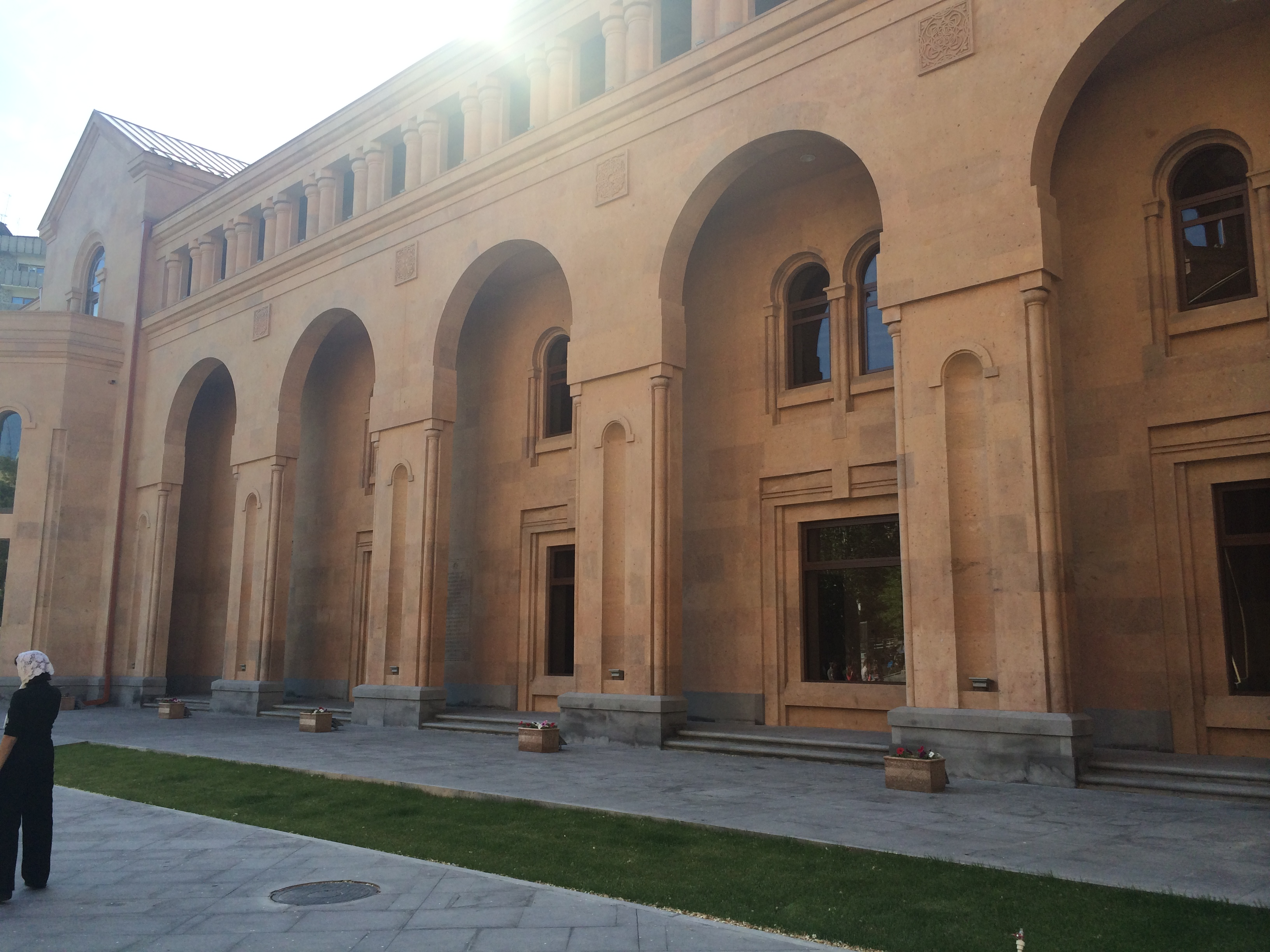
Katholikos residens

Sankta Annakyrkan (armeniska: Սուրբ Աննա Եկեղեցի, Surb Anna Yekeghets'i) är en modern kyrka i distriktet Kentron i Jerevan.
Två kyrkliga byggnader, ritade av Vahagn Movsisyan, uppfördes från 2009 norr om den gamla Katoghikekyrkan: Sankt Annakyrkan, en större kyrka än den tidigare, och ett residens i Jerevan för katholikos av Armenien. Sankta Annakyrkan konsekrerades av katholikos Karekin II i april 2015.
På området fanns från 1200-talet en liten basilika med namnet Katoghike Heliga Guds moders kyrka. På dess plats byggdes vid slutet av 1600-talet en större basilika med samma namn, vilken revs 1936. Den äldre basilikan restaurerades och finns bevarad som granne till Sankta Annakyrkan och katholikos-residenset.